# 普拉赫特
普拉赫特（德語：Pracht，發音：[ˈpʁaxt] ⓘ）是德国莱茵兰-普法尔茨州韦斯特林山区阿尔滕基兴县的市镇，总面积5.50平方千米，2023年12月31日总人口为1,469人。